# Mercado Madina
El Mercado Madina (en francés: Marché Madina) es un concurrido mercado en la ciudad de Conakri, la capital del país africano de Guinea y uno de los mayores mercados de África Occidental. De acuerdo con Lonely Planet "vende todo, desde artículos para el hogar de China a la tela añil", y revistas viejas. Al igual que el Mercado del Níger (Marché du Niger), también vende una amplia gama de frutas y verduras.